# Aix-la-Fayette
Aix-la-Fayette è un comune francese di 77 abitanti situato nel dipartimento del Puy-de-Dôme nella regione dell'Alvernia-Rodano-Alpi.

## Società

### Evoluzione demografica
Abitanti censiti